# مفتاح (قفل)

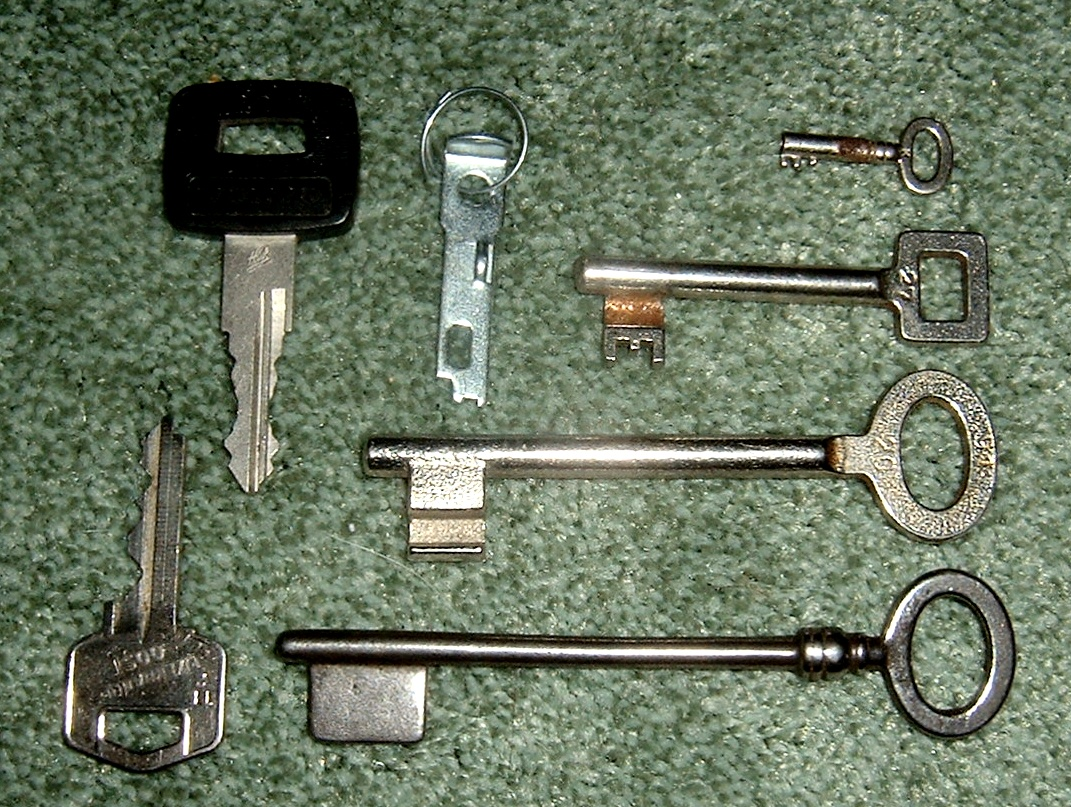
مفاتيح مختلفة.

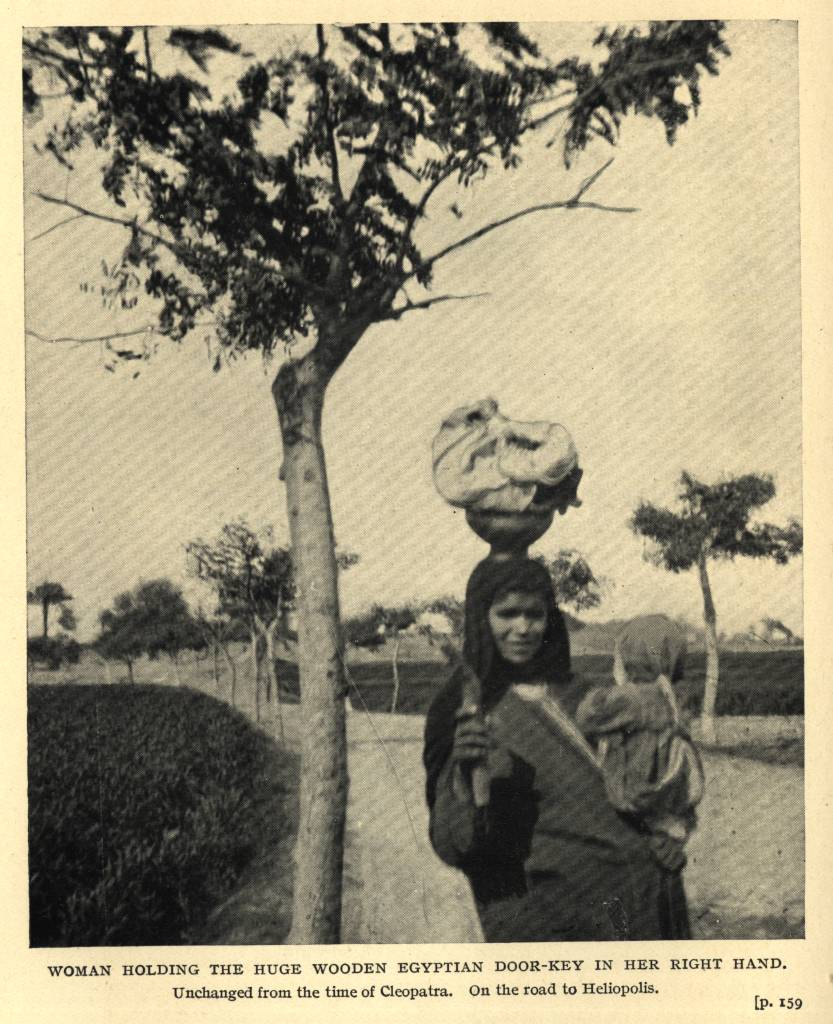
امرأة مصرية ماسكة مفتاح خشبي كبير سنة 1911 م.

المِفتاح (الجمع: مَفَاتِيح، مَفاِتِح)، ويطلق عليه أيضاً أسماء المِقْلَد والمِقْلاد والإقليد، أداة بسيطة لفك الأقفال أو إغلاقها، مثلاً لفتح الأبواب أو الأجهزة.